# Orthodoxe Synagoge (Prešov)

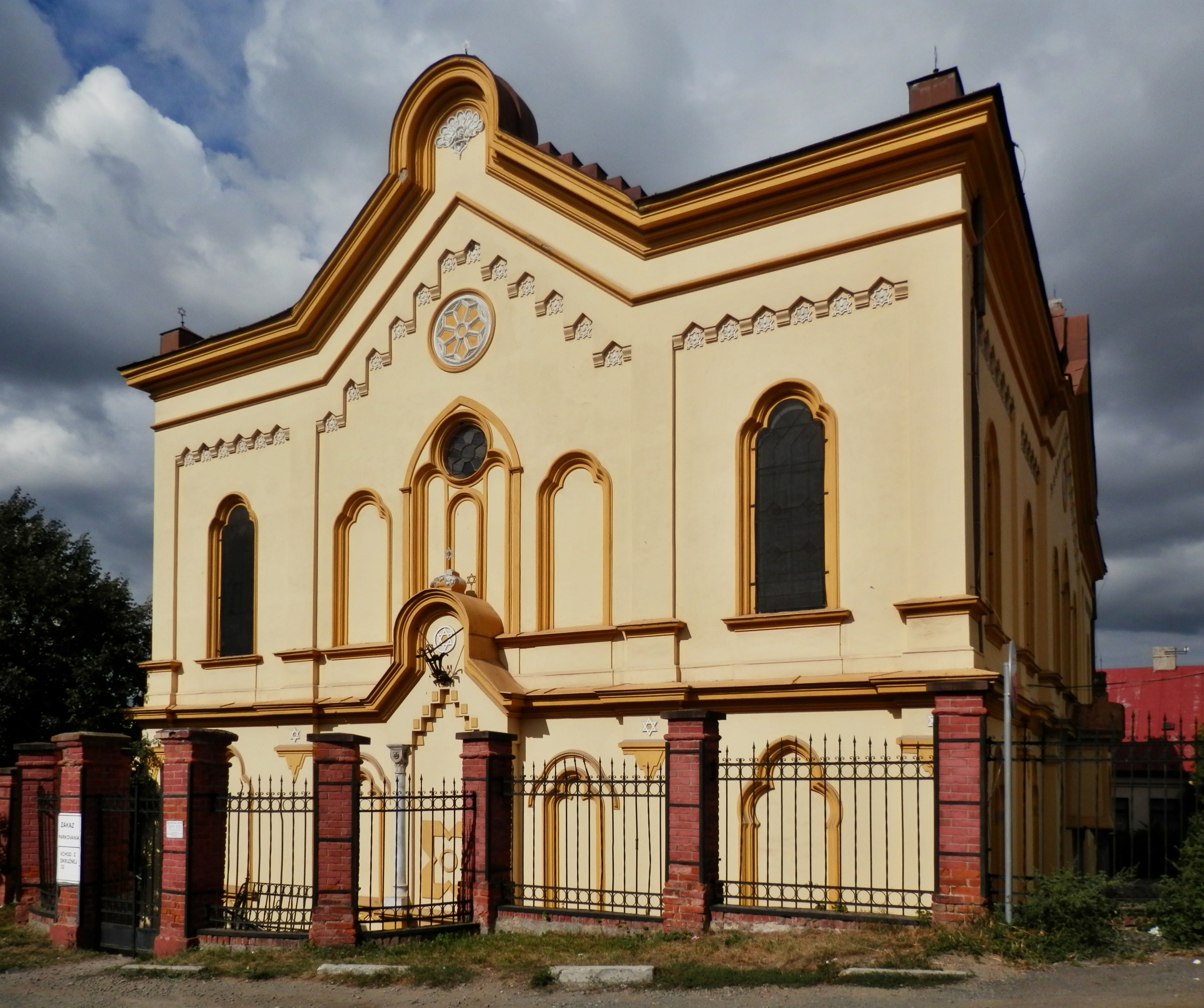
Orthodoxe Synagoge in Prešov (Straßenseite)

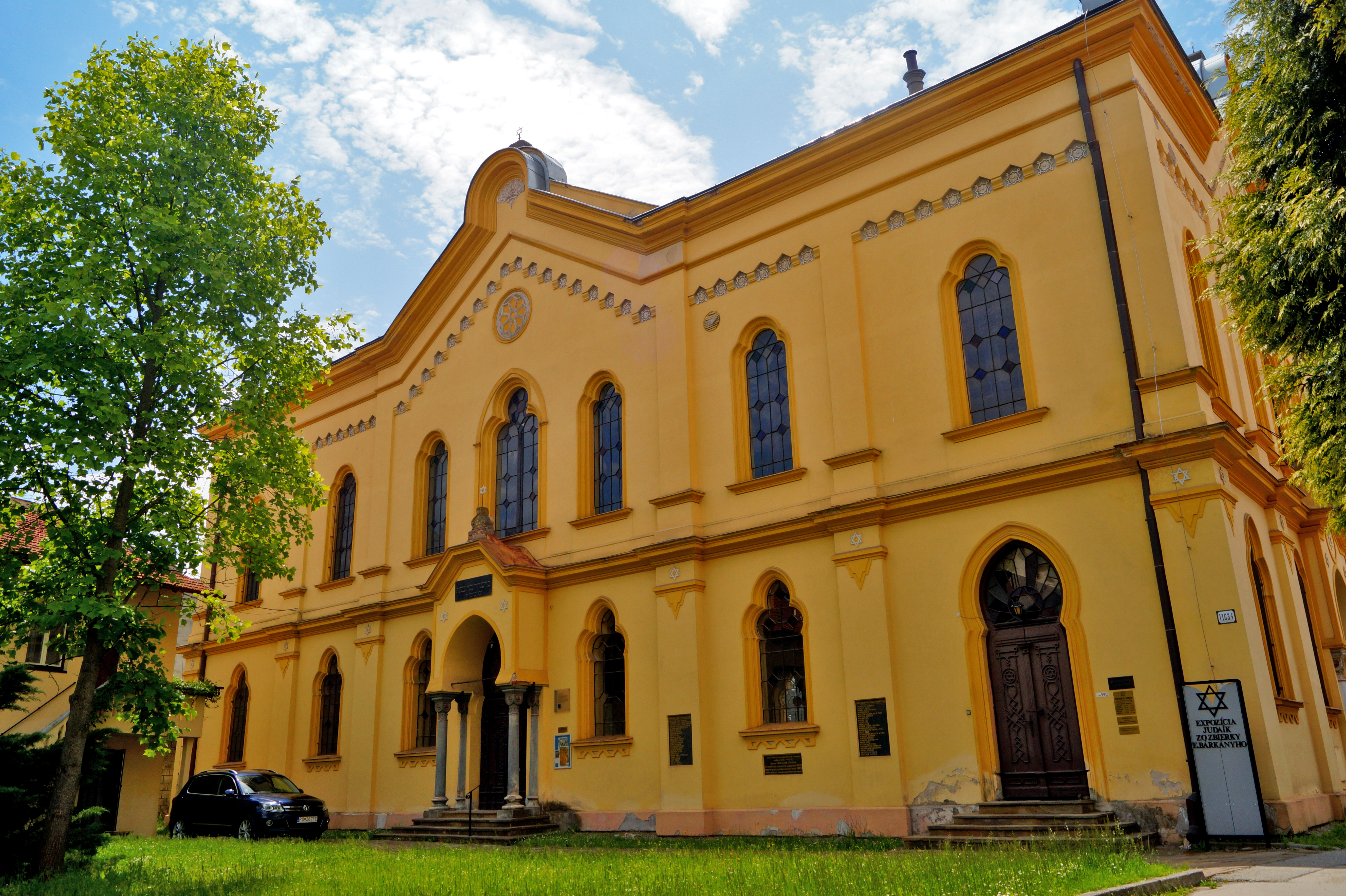
Orthodoxe Synagoge (Hauptseite)

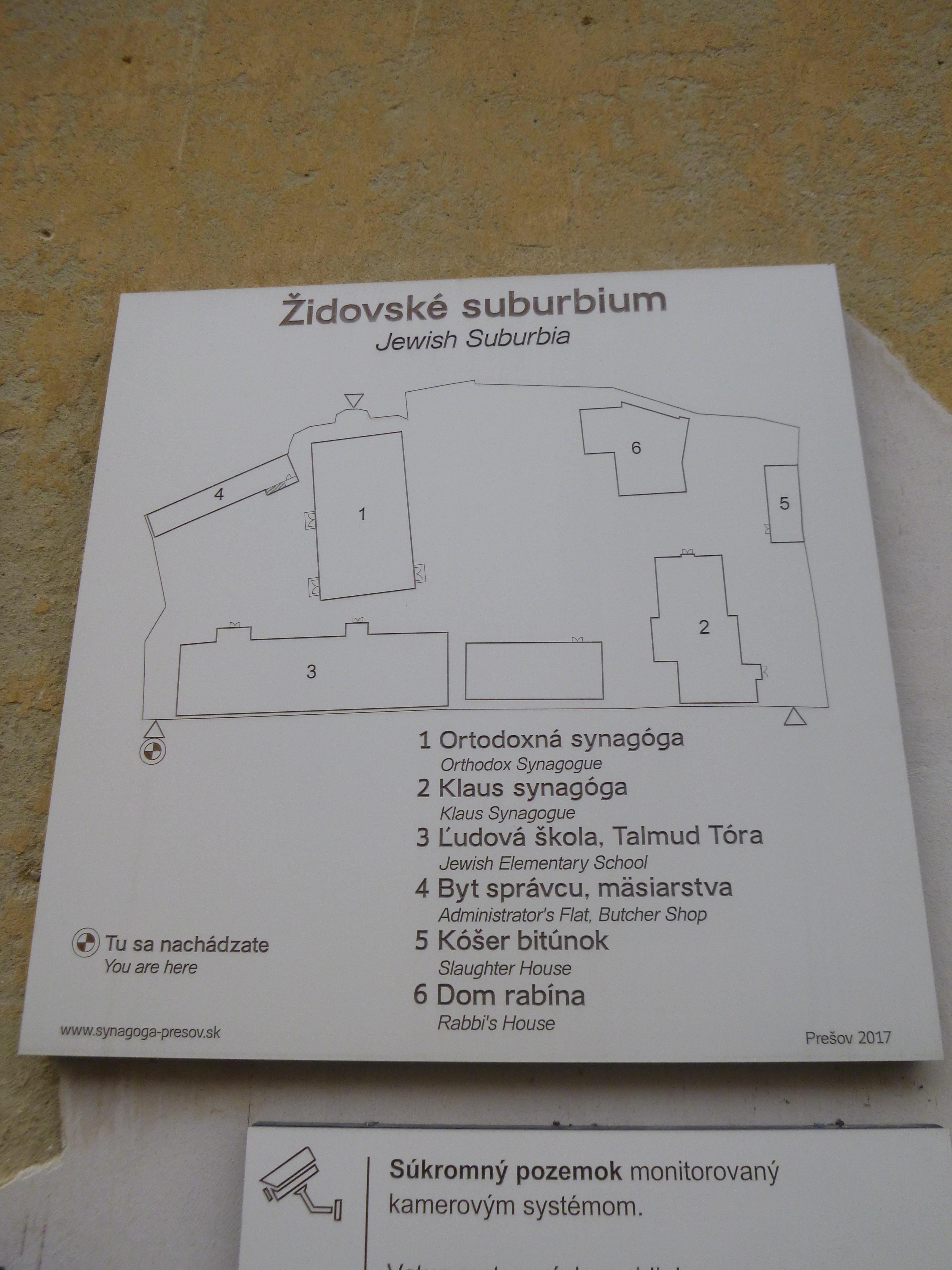
Informationstafel am Eingang

Die Orthodoxe Synagoge in Prešov, einer ostslowakischen Stadt im Bezirk Prešov, wurde 1897/98 errichtet. Die Synagoge an der Okružná-Straße 32 ist ein geschütztes Kulturdenkmal. Sie befindet sich in einer Anlage im Zentrum der Stadt, die zudem aus der ehemaligen Klaus-Synagoge, dem ehemaligen Rabbinerhaus, einer ehemaligen Jeschiwa, einem ehemaligen Schlachthaus, einer ehemaligen koscheren Metzgerei und dem damaligen Wohnhaus des Verwalters besteht.
Das Synagogengebäude wurde durch die Baufirma Koláček und Wirth errichtet. Die Fassade des Gebäudes ist durch schmale Fenster gegliedert. Im Inneren sind die Wandmalereien im neoromanisch-orientalischen Rundbogenstil erhalten, die in den 1990er Jahren restauriert wurden. An der östlichen Seite befindet sich der Thoraschrein, ein Werk des Bildhauers Bascó aus Košice.

## Jüdisches Museum
Auf der Frauenempore ist eine Judaica-Dauerausstellung zu sehen, die von der Abteilung für jüdische Kultur des Slowakischen Nationalmuseums eingerichtet wurde. Die Sammlung enthält auch Gegenstände aus dem ehemaligen jüdischen Museum, das 1928 in Prešov entstand.